# 오노촌 (군마현 다노군)
오노촌(일본어: 小野村)은 일본 군마현 다노군에 설치되었던 촌이다.